# Лобачі (Нижньогородська область)
Лобачі (рос. Лобачи) — присілок в Воскресенському районі Нижньогородської області Російської Федерації.
Населення становить 105 осіб. Входить до складу муніципального утворення Владимирська сільрада.

## Історія
Від 2009 року входить до складу муніципального утворення Владимирська сільрада.

## Населення
| 1999 | 2002 | 2010 |
| ---- | ---- | ---- |
| 166  | ↘159 | ↘105 |